# Rivière Tamagodi
Pour les articles homonymes, voir Tamagodi.
Cet article possède un paronyme, voir Towagodi.
La Rivière Tamagodi est un cours d'eau traversant le canton Blais (municipalité de Saint-Tharcisius), le canton Cuoq (territoire non organisé de Rivière-Bonjour) et le canton Tessier (municipalité de Saint-René-de-Matane), dans la municipalité régionale de comté (MRC) La Matanie, sur la péninsule gaspésienne, dans la région administrative du Bas-Saint-Laurent, au Québec, au Canada.

## Géographie
La rivière Tamagodi prend sa source de la série de cinq lacs Tamagodi dont le plus élevé a une altitude de 300 m dans le canton Blais (municipalité de Saint-Tharcisius), dans les monts Chic-Chocs lesquels font partie des monts Notre-Dame.
Cette source est située à 35,5 km au sud-est du littoral sud-est du golfe du Saint-Laurent, à 11,4 km à l'est du lac lac Matapédia, à 10,4 km à l'est du centre du village de Amqui et à 9,0 km au nord-est du centre du village de Lac-au-Saumon.
À partir du lac supérieur de la série de cinq lacs Tamagodi, la Rivière Tamagodi coule sur 21,7 km répartis selon les segments suivants :
- 2,1 km vers le nord-est, jusqu'à l'embouchure du lac inférieur de la série de lacs Tamagodi (altitude : 271 m) que le courant traverse ;
- 3,4 km vers le nord-est, jusqu'au chemin du Moulin ;
- 0,7 km vers le nord-est, jusqu'à la confluence du ruisseau Amélie (venant de l'est) ;
- 2,1 km vers le nord, en passant du côté est du village de Saint-Tharcisius, jusqu'à la confluence du ruisseau de la Chantepleure (venant de l'est) ;
- 0,9 km vers le nord, jusqu'à la confluence du ruisseau Lepage (venant de l'ouest) ;
- 0,9 km vers le nord, jusqu'au chemin du 5e rang Blais Sud ;
- 5,5 km vers le nord, jusqu'à la confluence du ruisseau Cajetan (venant de l'est) ;
- 3,7 km vers le nord, jusqu'à la limite du canton Cuoq ;
- 1,8 km (ou 1,1 km en ligne directe) vers le nord dans le canton Cuoq, en passant du côté ouest de la colline de la Tortue et en serpentant jusqu'à la limite du canton Tessier ;
- 0,6 km vers le nord, jusqu'à sa confluence[2].

La Rivière Tamagodi se déverse sur la rive sud de la rivière Matane, dans le canton Tessier, dans la municipalité de Saint-René-de-Matane. Cette confluence est située à 1,5 km en aval de la limite du canton Cuoq, à 3,2 km en amont du pont de la route 195 et à 28,1 km (en ligne directe) au sud de la confluence de la rivière Matane.

## Toponymie
Le toponyme Tamagodi est d'origine micmaque, signifiant « débouché ». Ce terme évoque probablement la navigabilité de la rivière où l'on débouchait aisément sur la rivière Matane. Dès le XIXe siècle, ce cours d'eau était utilisé pour le transport du bois par flottaison à partir des cinq lacs Tamagodi, jusqu'à sa confluence, afin d'alimenter les moulins à scie.
Cette rivière comporte de nombreuses variantes toponymiques. Cette désignation figure sous la forme Taouagadie dans la traduction française de 1889 d'un rapport du géologue A. Murray (1845-1846). La carte de la province de Québec publiée en 1870 par le département des Terres de la Couronne la désigne « R. Taougadec ». L'édition de 1914 du Dictionnaire des rivières et lacs de la province de Québec, et aussi celle de 1925, la désigne Tawagadic.
Le premier rapport de la Commission de géographie (1916) désigne ce cours d'eau « Tawagadik », non pas Towagodik ni Taouagadec, et précisant même que cette « dénomination [a été] fixée par le Bureau géographique d'Ottawa ». La forme « rivière Tamagodi », utilisée sur la carte intitulée Rive sud du St-Laurent publiée en 1934 par le ministère des Terres et Forêts, avait été acceptée en 1941 par la Commission de géographie ; cette appellation est encore officielle aujourd'hui. Cette même année, la Commission de géographie a voulu mettre un terme à l'homonymie de ce cours d'eau et d'un autre dont l'embouchure se trouve tout juste en aval de Rivière-Matane, attribuant à cette autre rivière Tamagodi, de même qu'aux deux lacs Tamagodi qui lui servent de sources – et qu'on ne doit pas confondre avec les cinq lacs Tamagodi situés à la tête de notre cours d'eau en rubrique – le nom de Langis. Ce nom, inspiré de celui du canton où coule principalement cette autre rivière, provient de monseigneur Louis-Jacques Langis, ancien vicaire général du diocèse de Rimouski (1891).
En 1980, après avoir validé la fréquence d'usage de ces désignations, la Commission de toponymie du Québec approuve le changement des noms de rivière Langis à rivière Towagodi, et de lacs Langis à lacs Towagodi. Le terme « Towagodi » s'avère une variante toponymique du terme « Tamagodi ». Le plan du canton Tessier, dressé en 1893 par l'arpenteur C. S. Lepage, désigne cette rivière "Grand Towagadi" et «Riv. Petit Towagadi» pour l'autre cours d'eau. La désignation « Riv. Towagadi » figure sur un plan de 1919 du canton Langis, de même que « Riv. Petit Towagadi ». Cette opposition des cours d'eau est présente aussi dans le nom des fosses à saumon situées à leur confluence respective : Le Grand Tamagodi et Le Petit Tamagodi.
Le toponyme « rivière Tamagodi » a été officialisé le 5 décembre 1968 à la Commission de toponymie du Québec.